# Grilly
Grilly är en kommun i departementet Ain i regionen Auvergne-Rhône-Alpes i östra Frankrike. Kommunen ligger  i kantonen  Gex som ligger i arrondissementet Gex. Kommunens areal är 7,5 km². År 2022 hade Grilly 873 invånare.

## Befolkningsutveckling
Antalet invånare i kommunen Grilly
Referens: INSEE